# Phơi bày khiếm nhã

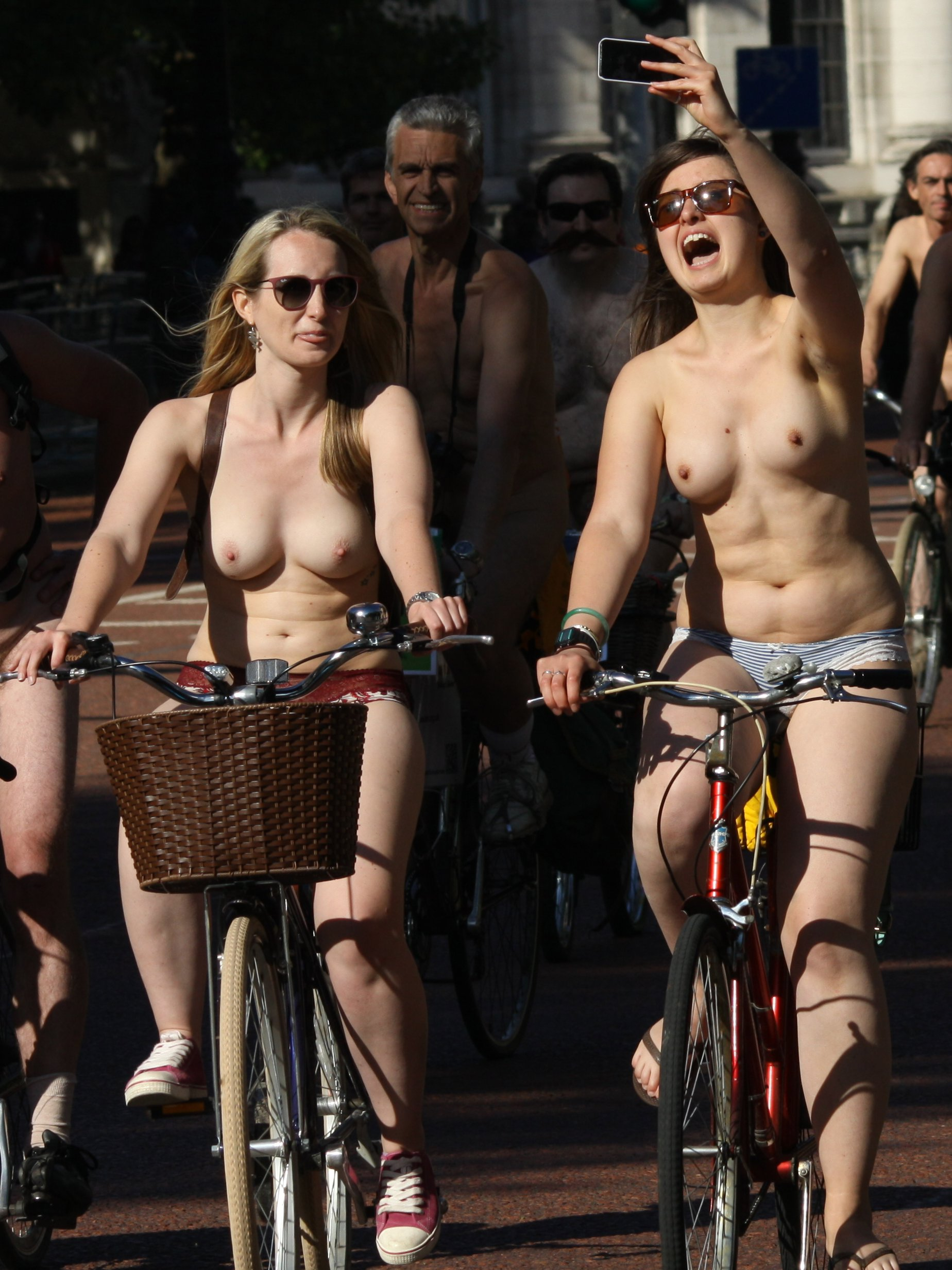
Lễ hội xe đạp khỏa thân ở Luân Đôn năm 2013, đây được xem là sự kiện phơi bày khiếm nhã hợp pháp

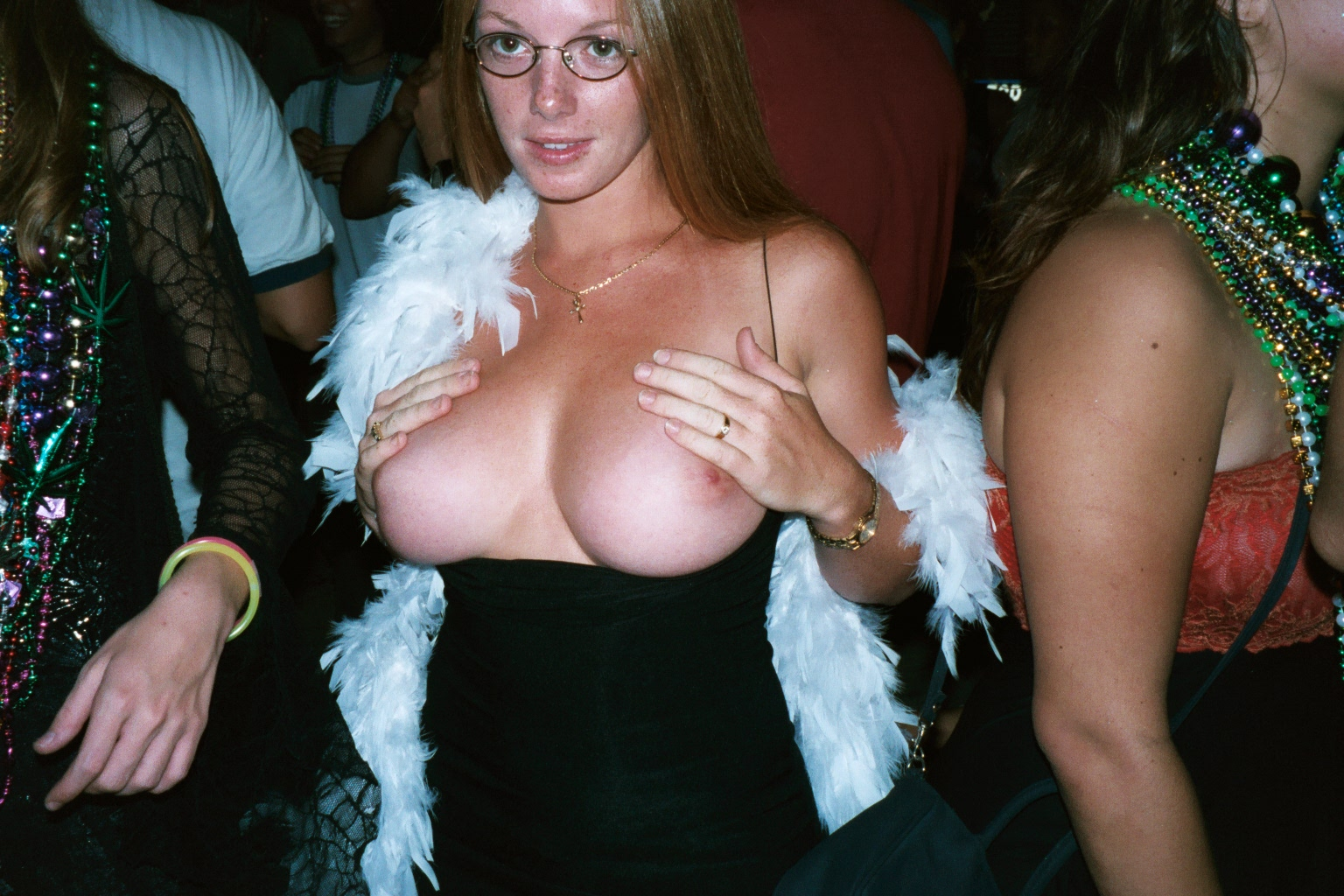
Một cô gái phơi bày cơ thể trong sự kiện Key West Fantasy Fest ở Mỹ năm 2002

Phơi bày khiếm nhã (Indecent exposure) là một biểu hiện pháp lý mô tả việc một người cố ý phơi bày/ để lộ cơ thể hoặc các bộ phận nhạy cảm (vùng kín) trước công chúng theo cách trái với các tiêu chuẩn hành vi phù hợp của địa phương. Luật pháp và thái độ xã hội liên quan đến việc phơi bày khiếm nhã khác nhau đáng kể ở các quốc gia khác nhau. Nó bao gồm từ cấm hoàn toàn đến cấm phơi bày với một số bộ phận cơ thể, chẳng hạn như bộ phận sinh dục, mông hoặc vú. Các tiêu chuẩn pháp lý và cộng đồng về trạng thái cởi quần áo cấu thành sự phơi bày không đứng đắn khác nhau đáng kể và tùy thuộc vào bối cảnh mà hành vi phơi bày diễn ra. Các tiêu chuẩn này cũng thay đổi theo thời gian, khiến định nghĩa về việc phơi bày không đứng đắn trở thành một chủ đề phức tạp.
Phơi bày khiếm nhã còn được gọi với những cái tên như phơi bày bất lịch sự, sự không đoan trang, sự không đứng đắn, sự không đàng hoàng. 
Sự nhã nhặn, lịch sự, sự đoan trang, đứng đắn, đàng hoàng thường được đánh giá qua các tiêu chuẩn của cộng đồng địa phương, những tiêu chuẩn này hiếm khi được hệ thống hóa trong các chi tiết cụ thể trong luật pháp. Các tiêu chuẩn đó có thể dựa trên tôn giáo, đạo đức hoặc truyền thống, hoặc được biện minh trên cơ sở "cần thiết cho trật tự công cộng". Chứng phô trương phi tình dục hoặc khỏa thân công cộng đôi khi được coi là hành vi phơi bày khiếm nhã. Nếu các hành vi tình dục được thực hiện, có hoặc không có yếu tố khỏa thân, thì đây có thể được coi là hành vi khiếm nhã thô tục (gross indecency), thường là một tội hình sự nghiêm trọng hơn. Ở một số quốc gia, việc phơi bày cơ thể vi phạm các tiêu chuẩn của cộng đồng về sự nhã nhặn (modesty) cũng được coi là hành vi khiếm nhã nơi công cộng.

## Lịch sử

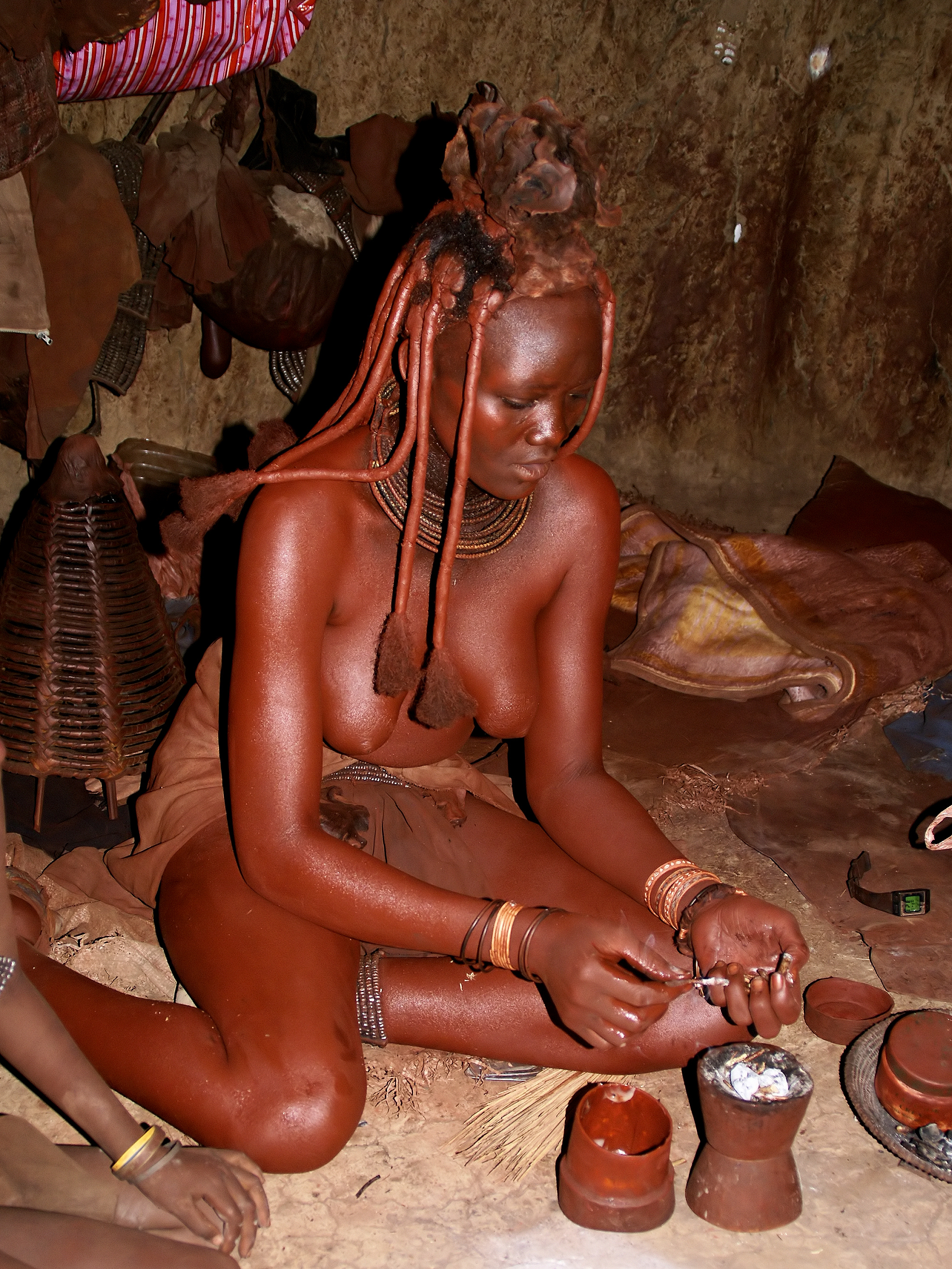
Một cô gái thuộc tộc Himba ở châu Phi để ngực trần, đối với văn hóa địa phương thì đây là điều hoàn toàn bình thường

Cách ăn mặc được cho là không phù hợp trong một bối cảnh cụ thể tùy thuộc vào tiêu chuẩn đứng đắn của cộng đồng nơi diễn ra sự phơi bày. Những tiêu chuẩn này thay đổi theo thời gian và có thể thay đổi từ những tiêu chuẩn rất khắt khe về sự nhã nhặn ở những nơi như Afghanistan và Ả Rập Xê-út, những nơi đòi hỏi phần lớn cơ thể được che phủ, đến các xã hội bộ lạc như Pirahã hoặc Mursi nơi khỏa thân hoàn toàn là quy chuẩn (norm). Nói chung không có hàm ý rằng cách ăn mặc bị phản đối là có tính chất tình dục; và nếu một cáo buộc như vậy được đưa ra, hành động thường được mô tả là "khiếm nhã dung tục". Các tiêu chuẩn về sự đứng đắn đã thay đổi theo thời gian. Ví dụ, trong thời đại Victoria, việc để lộ chân của phụ nữ và ở một mức độ nào đó là cánh tay, được coi là không đứng đắn ở hầu hết thế giới phương Tây. Đôi khi, tóc được yêu cầu phải được che phủ trong những dịp trang trọng như dưới hình thức đội mũ hoặc đội mũ lưỡi trai.
Vào cuối những năm 1930 - và ở một mức độ nào đó, những năm 1950 - cả phụ nữ và nam giới đều được mong đợi sẽ tắm hoặc bơi ở những nơi công cộng với những bộ đồ bơi che trên eo. Một phụ nữ trưởng thành để lộ rốn cũng bị coi là không đứng đắn ở một số nơi ở phương Tây vào những năm 1960 và 1970, và thậm chí vào cuối những năm 1980. Các giá trị đạo đức đã thay đổi mạnh mẽ trong những năm 1990 và 2000, do đó đã làm thay đổi các tiêu chí về việc phơi bày không đứng đắn. Việc phơi rốn nơi công cộng đã được chấp nhận trong những năm 1990, chẳng hạn như trên các bãi biển, trong khi vào những năm 2000, mông có thể bị lộ khi mặc quần lọt khe. Tuy nhiên, trong nhiều năm, việc phụ nữ để ngực trần tại các bãi biển công cộng trên khắp châu Âu và Nam Mỹ và thậm chí một số vùng ở Hoa Kỳ là điều khá phổ biến. Trong thập kỷ qua (2010 đến 2020) số lượng phụ nữ để ngực trần trên các bãi biển đã giảm mạnh. Điều này thường  giải thích bởi sự phổ biến ngày càng tăng của điện thoại thông minh, kết hợp với các trang web nơi những người đàn ông nhìn trộm chia sẻ hình ảnh (một phần) phụ nữ khỏa thân.

## Các biểu hiện

### Cho con bú
Cho con bú nơi công cộng không cấu thành hành vi phơi bày khiếm nhã theo luật của Hoa Kỳ, Canada, Úc hoặc Anh. Tại Hoa Kỳ, chính phủ liên bang và tất cả 50 tiểu bang đã ban hành luật đặc biệt bảo vệ các bà mẹ cho con bú khỏi bị người khác quấy rối. Pháp luật bao gồm từ việc chỉ đơn giản là miễn cho con bú khỏi các luật liên quan đến việc phơi bày khiếm nhã, đến việc bảo vệ hoàn toàn đầy đủ quyền được nuôi dưỡng.

### Ăn mặc nơi công cộng

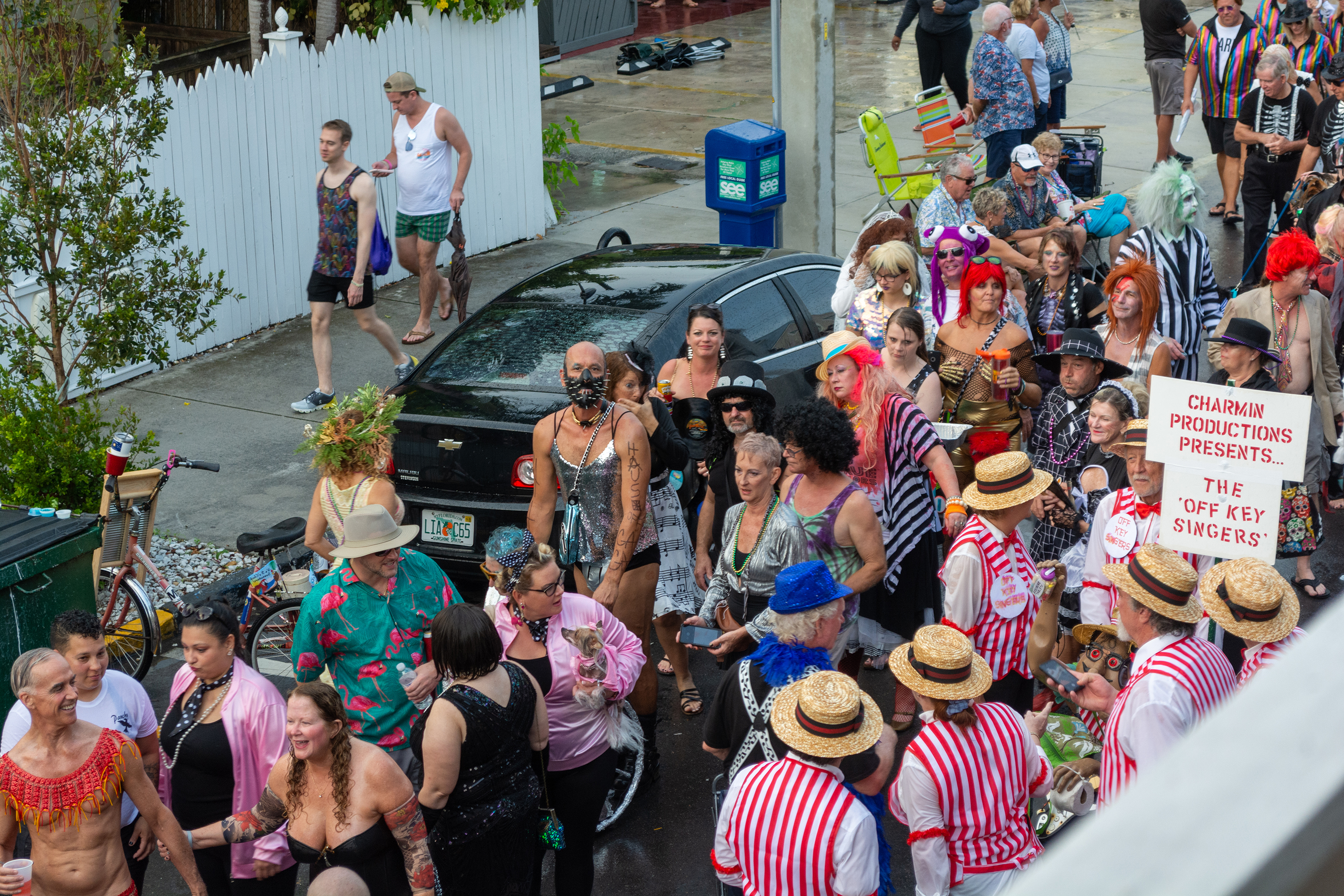
Diễn hành khỏa thân ở Mỹ

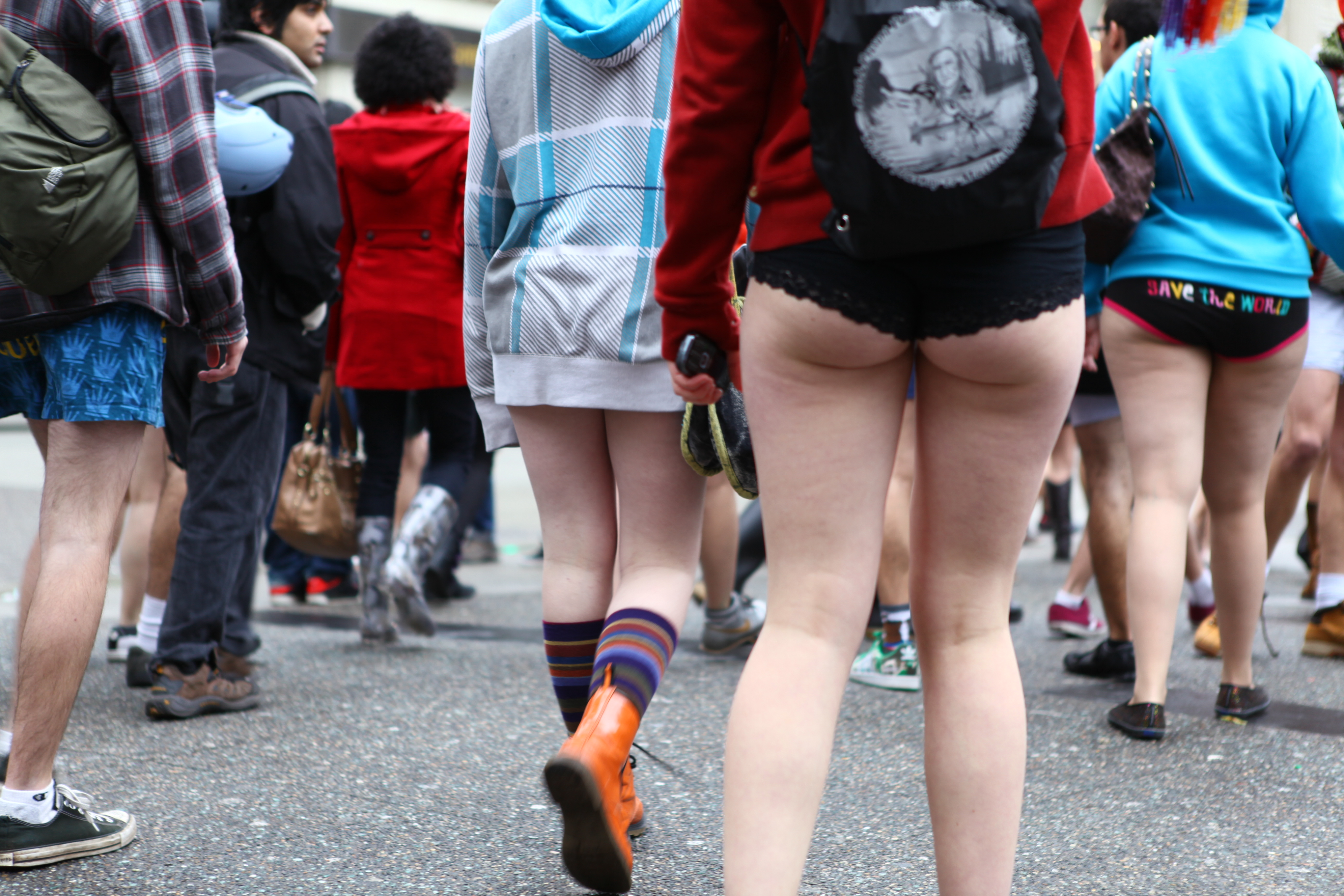
Vô tư mặc quần lót trên đường

Quần áo nơi công cộng khác nhau tùy theo quốc gia và có thể được quy định bởi luật pháp. Những bộ phận nào của cơ thể phải được che phủ khác nhau tùy theo khu vực. Mặc dù bộ phận sinh dục thường được mong đợi được che kín nơi công cộng ở hầu hết các xã hội, nhưng đối với các bộ phận khác của cơ thể như ngực, lưng, chân hoặc vai phụ nữ, các quy tắc khác nhau. Ví dụ, trong một số nền văn hóa châu Phi, đùi chứ không phải ngực phải được che đi. Trong một số xã hội, tóc trên đầu, đặc biệt là phụ nữ, phải được che phủ, thường là bằng khăn quàng cổ.
Đại đa số các nền văn hóa chấp nhận rằng khuôn mặt có thể và phải được nhìn thấy, nhưng một số nền văn hóa (đặc biệt là ở Trung Đông) yêu cầu khuôn mặt của phụ nữ được che dưới lớp vải thô. Trong các xã hội bảo thủ, xuất hiện ở nơi công cộng trong trang phục bị coi là 'không đứng đắn' là bất hợp pháp. Ở nhiều quốc gia, có những ngoại lệ đối với các quy tắc chung (xã hội hoặc luật pháp) liên quan đến quần áo. Ví dụ: một quốc gia thường cấm khỏa thân hoàn toàn có thể cho phép khỏa thân ở những nơi được chỉ định, chẳng hạn như bãi biển khỏa thân hoặc trong các sự kiện xã hội khác nhau như lễ hội hoặc biểu tình khỏa thân.

### Hành xử
Xúc phạm đứng đắn nơi công cộng là sự vi phạm luật chung phổ biến ở Anh và Wales. Đây là một hành vi phạm tội rộng hơn là phơi bày khiếm nhã, nhưng chỉ có thể được thực hiện ở nơi công cộng có mặt ít nhất hai người, những người không cần thực sự chứng kiến.

## Ở Châu Âu
Thái độ đối với khoả thân khác nhau tùy theo quốc gia và nói chung là thoải mái nhất ở Scandinavia, nơi bộ phận sinh dục và vú thường không bị coi là khiếm nhã hoặc tục tĩu. Do đó, luật pháp và quan điểm của xã hội về khoả thân nơi công cộng thường được nới lỏng. Ở Phần Lan, việc các khách hàng quen tắm khỏa thân trong cái nóng gay gắt của các phòng tắm hơi là rất điển hình. Ở Hà Lan, khoả thân công cộng được cho phép tại các địa điểm đã được chính quyền địa phương chỉ định và "những địa điểm phù hợp khác". Trên các bãi biển theo chủ nghĩa khỏa thân, trong các phòng tắm hơi dành cho nam và giới trong các phòng thay đồ ở bể bơi, việc mặc một bộ quần áo còn lại được coi là khó chịu và quy chuẩn xã hội là cởi quần áo. Ở Barcelona, khoả thân công cộng là một quyền được công nhận. Tuy nhiên, vào ngày 30 tháng 4 năm 2011, Hội đồng thành phố Barcelona đã biểu quyết một đạo luật cấm đi bộ "khỏa thân hoặc gần như khỏa thân trong không gian công cộng" và hạn chế mặc trang phục tắm ở hồ bơi, bãi biển, đường phố liền kề và đi bộ bên biển. Các quốc gia khác, chẳng hạn như Vương quốc Anh, Ireland hoặc Ba Lan, tỏ ra bảo thủ hơn.

### Vương quốc Anh

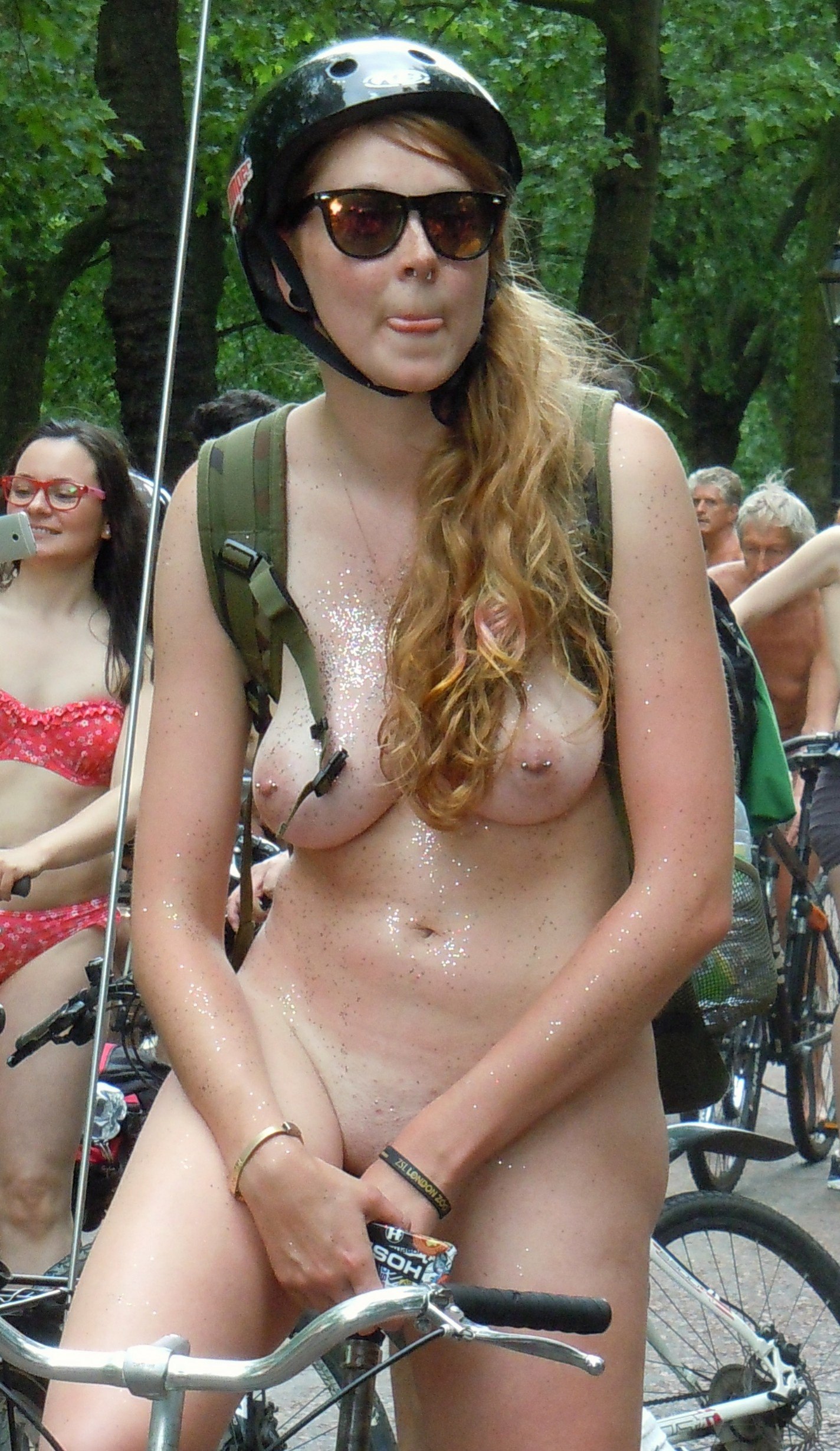
Đua xe đạp khỏa thân ở Luân Đôn năm 2014

Luật pháp liên quan đến khoả thân nơi công cộng khác nhau giữa các quốc gia của Vương quốc Anh. Ở Anh và xứ Wales, khỏa thân nơi công cộng không phải là bất hợp pháp; việc sử dụng thuật ngữ "phơi bày khiếm nhã" có từ trước đó trong luật hình sự.

Nước Anh và xứ Wales trong thế kỷ 19 và 20, hành vi phơi bày khiếm nhã đã bị truy tố theo mục 28 của Đạo luật Điều khoản Cảnh sát Thị trấn 1847 hoặc mục 4 của Đạo luật Vagrancy 1824. Sau này có một điều khoản cho việc truy tố:
mọi người cố tình để phơi bày người của mình một cách công khai, dâm dục và phản cảm ở bất kỳ đường phố, con đường hoặc xa lộ công cộng nào, hoặc trong tầm nhìn của họ, hoặc ở bất kỳ nơi nghỉ mát công cộng nào, với ý định xúc phạm bất kỳ phụ nữ nào ...

Quy định này đã được thay thế bởi mục 66 của Đạo luật Tội phạm Tình dục 2003 mà thay thế hành vi phạm tội của "phơi bày không đứng đắn" và tội tình dục khác với hành vi phạm tội đó là cụ thể và rõ ràng, phơi bày hơn. Nó được định nghĩa là
Một người phạm tội nếu—
1. Anh ta cố tình để lộ bộ phận sinh dục của mình, và
2. Anh ấy dự định rằng ai đó sẽ nhìn thấy họ và gây ra cảnh báo hoặc lo lắng.

Hình phạt tối đa là hai năm tù, rất hiếm khi hầu hết các trường hợp được xử lý bằng hình phạt tiền hoặc thông qua dịch vụ cộng đồng. Nếu bị kết án tù có thời hạn hoặc án trật tự cộng đồng trên 12 tháng, những người bị kết án đó (người phạm tội) - hoặc nếu người mà họ phơi bày là dưới 18 tuổi - họ phải xuất hiện và ký vào Sổ đăng ký Người phạm tội Bạo lực và Tình dục.
Trước đây, khỏa thân nơi công cộng ở Anh và xứ Wales cũng có thể bị trừng phạt là "hành vi gây mất trật tự" theo Đạo luật Trật tự Công cộng 1986, mục 4A và 5. Tuy nhiên, luật đã được làm rõ vào mùa xuân năm 2018 và những phần đó không còn được coi là áp dụng cho khoả thân nơi công cộng đơn giản nữa. Hướng dẫn từ Dịch vụ Truy tố Crown  và Cao đẳng Chính sách không khuyến nghị truy tố về hành vi khỏa thân nơi công cộng nếu không có ý định ngầm gây ra cảnh báo (hoặc đau khổ). Mục đích (intention) có thể được suy ra bởi bằng chứng tình huống; xem Mục đích trong luật Anh.
Tại Bắc Ireland thì Lệnh Vi phạm Tình dục (Bắc Ireland) 2008 đã đưa luật liên quan đến việc phơi bày khiếm nhã ở Bắc Ireland phù hợp với luật ở Anh và xứ Wales.

### Scotland
Tại Scotland, theo luật Scotland, "hành vi khiếm nhã" ở nơi công cộng, chẳng hạn như để lộ bộ phận sinh dục hoặc tham gia vào hoạt động tình dục, có thể cấu thành tội khiếm nhã nơi công cộng. Stephen Gough, một người đàn ông được biết đến với biệt danh "Naked Rambler", người đi bộ đường dài trên khắp nước Anh chỉ mang một đôi giày, đã bị bắt nhiều lần ở Scotland. Anh ta bị kết án về tội vi phạm hòa bình thông thường và phải ngồi tù vì tội khinh thường tòa án vì từ chối mặc quần áo trong khi hầu tòa.

## Châu Mỹ

### Hoa Kỳ
Các luật điều chỉnh hành vi phơi bày khiếm nhã ở Hoa Kỳ thay đổi tùy theo địa điểm. Ở hầu hết các bang, khỏa thân công cộng là bất hợp pháp. Tuy nhiên, ở một số tiểu bang, hành vi đó chỉ là bất hợp pháp nếu nó đi kèm với ý định gây sốc, kích động hoặc xúc phạm người khác. Một số tiểu bang cho phép chính quyền địa phương thiết lập các tiêu chuẩn địa phương. Hầu hết các tiểu bang miễn truy tố các bà mẹ đang cho con bú.
Hiện tượng được biết đến rộng rãi với cái tên nhấp nháy (flashing), liên quan đến việc một phụ nữ để lộ núm vú trần bằng cách đột ngột kéo áo và áo ngực của cô ấy lên, là sự phơi bày nơi công cộng và do đó được luật pháp ở nhiều bang của Hoa Kỳ xác định là hành vi phạm tội bị cấm.

### Canada
Tại Canada, s.173 của Bộ luật Hình sự  nghiêm cấm "các hành vi không đứng đắn". Không có định nghĩa theo luật định nào trong Bộ luật về những gì cấu thành một hành vi không đứng đắn, ngoài việc để lộ bộ phận sinh dục và/ hoặc núm vú phụ nữ vì mục đích tình dục với bất kỳ ai dưới 16 tuổi. Do đó, quyết định về những trạng thái cởi quần áo được cho là "không đứng đắn" (cũng là bất hợp pháp) được quyết định theo ý kiến chủ quan của các thẩm phán. Ví dụ, các thẩm phán cho rằng tắm nắng khỏa thân không phải là khiếm nhã.
Ngoài ra, việc chạy khỏa thân cũng không được coi là khiếm nhã. Mục 174 nghiêm cấm khoả thân nếu nó xúc phạm "chống lại sự tôn nghiêm hoặc trật tự nơi công cộng" và theo quan điểm của công chúng. Các tòa án đã phát hiện ra rằng bơi khỏa thân không có tính xúc phạm theo định nghĩa này.
Để ngực trần cũng không phải là một hành vi khiếm nhã theo mục 173. Năm 1991, Gwen Jacob bị bắt vì đang đi dạo trên một con phố ở Guelph, Ontario khi để ngực trần. Cô được Tòa phúc thẩm Ontario tuyên trắng án vào năm 1996 với lý do rằng hành động để ngực trần tự bản thân nó không phải là một hành vi tình dục hay khiếm nhã. Vụ việc đã được đề cập đến trong các trường hợp tiếp theo vì tuyên bố rằng hành động khỏa thân nơi công cộng không phải là tình dục hoặc khiếm nhã hoặc một hành vi phạm tội. Kể từ đó, việc phụ nữ để ngực trần ở nơi công cộng là hợp pháp ở Ontario, Canada.

## Châu Úc

### Tại Úc

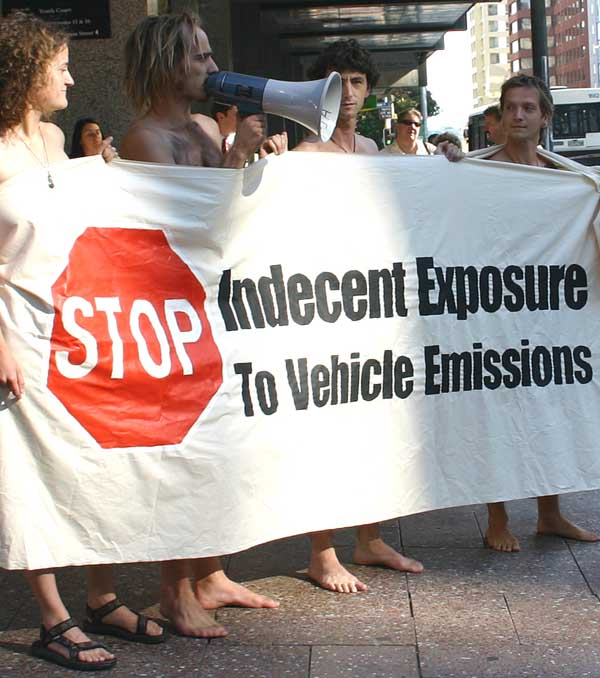
Những người biểu tình tụ tập bên ngoài tòa án để phản đối việc bắt giữ Simon Oosterman (thứ hai từ trái sang), người tổ chức World Naked Bike Ride ngày 13 tháng 2 năm 2005 của Auckland.

Ở Úc, nó là một bản án tóm tắt hoặc hình sự hành vi phạm tội ở một số quốc gia và vùng lãnh thổ để lộ bộ phận sinh dục của một người (hay còn gọi là "person") ở nơi công cộng hay trong quan điểm về một nơi công cộng. Ở một số khu vực pháp lý, chỉ để lộ bộ phận sinh dục không phải là hành vi phạm tội trừ khi đi kèm với một hành động không đứng đắn, hành vi không đứng đắn, hành vi thô lỗ, tục tĩu, có ý định phạm tội. Luật áp dụng khác nhau ở mỗi khu vực tài phán và ở một số khu vực pháp lý, hành vi phạm tội phơi bày không đứng đắn sẽ không được áp dụng.
Các hình phạt khác nhau giữa các khu vực pháp lý và được tóm tắt dưới đây. Các đạo luật các bang cụ thể như sau:
- Lãnh thổ Thủ đô Úc - Đạo luật Tội phạm 1900, mục 393 - 'phơi bày khiếm nhã' - hình phạt 12 tháng. Theo Đạo luật khỏa thân năm 1976, bộ trưởng chịu trách nhiệm có thể tuyên bố một khu vực công cộng cho phép khỏa thân công cộng.[39][40]
- New South Wales - Đạo luật Vi phạm Tóm tắt năm 1988, phần 5 - 'cố ý phơi bày và khiêu dâm' - hình phạt sáu tháng.[41]
- Lãnh thổ phía Bắc - Tóm tắt Đạo luật Vi phạm, phần 50 - 'phơi bày khiếm nhã' - hình phạt 6 tháng.[42]
- Nam Úc - Đạo luật Vi phạm Tóm tắt năm 1953, phần 23 - 'Hành vi không đứng đắn và khiếm nhã thô thiển' - hình phạt lần lượt là ba tháng và sáu tháng.[43]
- Queensland - Tóm tắt Đạo luật Vi phạm 2005 số 4, mục 9 - 'cố ý phơi bày' - hình phạt 12 tháng.[44]
- Tasmania - Đạo luật Vi phạm Cảnh sát 1935, mục 21 - 'Hành vi bị cấm' - hình phạt 12 tháng.[45] Đạo luật Vi phạm Cảnh sát năm 1935, mục 14 - 'Lễ phép nơi công cộng' - một đơn vị hình phạt.[46]
- Victoria - Đạo luật về Vi phạm Tóm tắt năm 1966, mục 19 - 'phơi bày có chủ ý và khiêu dâm' - hình phạt hai năm.[47] Theo Đạo luật khỏa thân (Các khu vực được quy định) 1983,[48] bộ trưởng chịu trách nhiệm có thể tuyên bố một khu vực công cộng cho phép khỏa thân công cộng.
- Tây Úc - Bộ luật Hình sự, mục 203 - 'Hành vi khiếm nhã nơi công cộng' - hình phạt hai năm. Tổng hợp hình phạt kết án: 9 tháng và tiền phạt $9,000.[49]

Định nghĩa về Cá nhân: Luật pháp của New South Wales, lãnh thổ thủ đô Úc và lãnh thổ phía Bắc sử dụng thuật ngữ "cá nhân" (nghĩa đen là "người"), trong khi ở các quốc gia khác, phơi bày đề cập đến bộ phận sinh dục. Người ta đã lưu ý rằng một thuật ngữ như "phơi bày person của một người" liên quan trở lại Đạo luật Vagrancy Vương quốc Anh 1824 và Evans v Ewels (1972) nơi người ta nói rằng từ cá nhân ("person") là uyển ngữ của "dương vật" "hoặc "âm hộ". Tuy nhiên, đã có ý kiến cho rằng từ "cá nhân" trong mục 5 của Đạo luật các Tội phạm Tóm tắt (NSW) không giới hạn ở "dương vật" hoặc "âm hộ". Ví dụ, trong R v Eyles (1997) người ta thấy người phạm tội đang thủ dâm trong khu vườn trước nhà và bị buộc tội có hành vi khiêu dâm theo Đạo luật NSW. Thẩm phán lưu ý, obiter dicta, rằng
Trong trường hợp của cả nam và nữ, các bộ phận của cơ thể có khả năng được sử dụng cho mục đích khiêu dâm đều bị hạn chế. Các khái niệm tục tĩu và phơi bày theo nghĩa thực tế hạn chế hoạt động tiềm năng của việc cung cấp. Có một câu hỏi là liệu có bất kỳ hạn chế nào khác được tìm thấy trong từ "cá nhân" hay không. Crown Advocate đã đệ trình rằng có thể có những trường hợp mà việc phơi bày vú của phụ nữ có thể bị coi là khiêu dâm và không khó để hình dung ra những trường hợp mà việc phơi bày mông của một người là hành vi tục tĩu.

### New Zealand

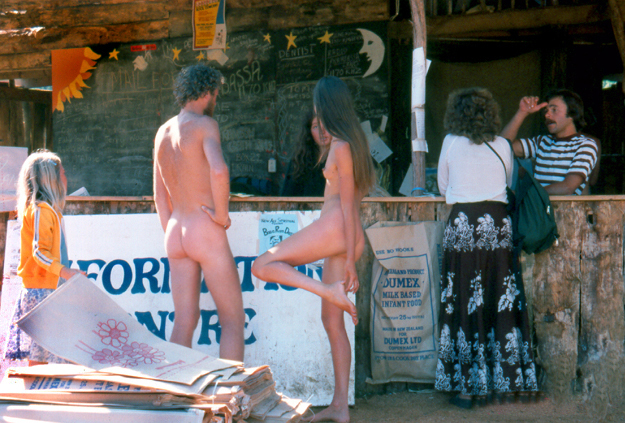
Những người Híp-pi khỏa thân đang giao dịch với dân địa phương trong vùng Nambassa

Ở New Zealand, phơi bày khiếm nhã được coi là trường hợp một người "phơi bày một cách cố ý và tục tĩu bất kỳ phần nào của bộ phận sinh dục của mình". Nếu không, không có luật cụ thể nào cấm khỏa thân ở những nơi công cộng, mặc dù có thể áp dụng buộc tội (charge) thấp hơn tùy thuộc vào hành vi của cá nhân được đề cập. Tòa án Tối cao của New Zealand đã giữ nguyên kết án về hành vi gây mất trật tự đối với hành vi khỏa thân trên đường phố, bởi vì đây không phải là nơi mà khỏa thân phổ biến. Việc khỏa thân trên đường phố có khả năng bị phạt một khoản tiền nhỏ nếu có khiếu nại chống lại người đó hoặc nếu người đó phớt lờ yêu cầu của cảnh sát để che thân. Rất khó xảy ra việc bị truy tố vì khoả thân trên bãi biển công cộng hoặc bất kỳ nơi nào mà khỏa thân là điều bình thường.

## Ả Rập Xê Út
Phụ nữ ở Ả Rập Xê Út được yêu cầu mặc áo choàng dài và đội khăn trùm đầu khi ở nơi công cộng đây là quy định nghiêm ngặt của trang phục Hồi giáo mặc dù Thái tử Mohammed bin Salman đã nói rằng điều đó là không bắt buộc. Vào tháng 9 năm 2019, Ả Rập Xê Út đã ban hành luật đứng đắn công cộng xác định các quy tắc liên quan đến sự đứng đắn nơi công cộng mà người dân và khách du lịch phải tuân thủ theo luật pháp Ả Rập Xê Út.